# Sarah Ourahmoune
Sarah Ourahmoune (21 gennaio 1982) è una pugile francese.

## Palmarès
- Olimpiadi

Rio de Janeiro 2016: argento nei pesi mosca.